# Agrupació Esportiva Son Sardina
L'Agrupació Esportiva Son Sardina és un equip de futbol de la barriada de Son Sardina, nucli perifèric del municipi de Palma (Mallorca, Illes Balears, Espanya), fundat el 1972. Actualment juga a la Primera Regional de Mallorca.

## Història
El club va ser fundat l'any 1972, però no va competir amb un equip sènior fins a la temporada 1978-79 en la categoria més baixa del futbol mallorquí, la Tercera Regional. Després d'aconseguir l'ascens a Segona Regional va romandre cinc temporades en aquesta categoria, entre 1979 i 1984.
Llavors el club va iniciar una ratxa imparable que va dur-lo a enllaçar tres ascensos seguits entre 1984 i 1986, arribant a la Tercera divisió la temporada 1986-87. Però des de llavors el declivi va ser igualment pronunciat, perdent la categoria aquella mateixa temporada i va sumar dos descensos més entre 1988 i 1990. La crisi fou tal, que va deixar de competir en finalitzar la temporada 1989-90 i va estar absent de la competició amateur durant nou temporades.
Va tornar a la temporada 1999-2000 des de Tercera Regional, en la qual romandre estabilitzat durant 13 temporades. Des de 2013 ha protagonitzat una nova ratxa positiva, ascendint a Segona Regional el 2013, a Primera Regional el 2015 i a Regional Preferent el 2018, tot i que va descendir la temporada següent.

### Classificacions en Lliga
| - 1972-73: NP - 1973-74: NP - 1974-75: NP - 1975-76: NP - 1976-77: NP - 1977-78: NP - 1978-79: 3a regional (3r) - 1979-80: 2a regional (11è) - 1980-81: 2a regional (17è) - 1981-82: 2a regional (9è) - 1982-83: 2a regional (5è) - 1983-84: 2a regional (1r) - 1984-85: 1a regional (2n) | - 1985-86: Reg. Preferent (1r) - 1986-87: 3a Divisió (17è) - 1987-88: Reg. Preferent (14è) - 1988-89: Reg. Preferent (20è) - 1989-90: 1a Regional (18è) - 1990-91: NP - 1991-92: NP - 1992-93: NP - 1993-94: NP - 1994-95: NP - 1995-96: NP - 1996-97: NP - 1997-98: NP | - 1998-99: NP - 1999-2000: 3a regional, Gr. B (5è) - 2000-01: 3a regional (10è) - 2001-02: 3a regional (9è) - 2002-03: 3a regional (12è) - 2003-04: 3a regional, Gr. A (8è) - 2004-05: 3a regional, Gr. B (14è) - 2005-06: 3a regional, Gr. B (10è) - 2006-07: 3a regional, Gr. A (6è) - 2007-08: 3a regional, Gr. B (5è) - 2008-09: 3a regional, Gr. B (7è) - 2009-10: 3a regional, Gr. A (6è) - 2010-11: 3a regional, Gr. B (16è) | - 2011-12: 3a regional, Gr. A (10è) - 2012-13: 3a regional (2n) - 2013-14: 2a regional (4t) - 2014-15: 2a regional (2n) - 2015-16: 1a regional (3r) - 2016-17: 1a regional (16è) - 2017-18: 1a regional (1r) - 2018-19: Regional Preferent (20è) - 2019-20: 1a regional (2n) - 2020-21ː 1a regional |

 - Ascens 

 - Descens 

NP: no va competir oficialment

## Uniforme
- Uniforme titular: samarreta groga, calçons negres, calces negres.
- Uniforme alternatiu: samarreta blanca, calçons negres, calces negres.[1]

## Estadi
L'equip juga els seus partits al Camp Municipal de Son Sardina de Palma. El terreny de joc és de gespa artificial i té unes dimensions de 92 x 45 metres.

## Dades del club
- Temporades a Tercera Divisió (1): 1986-87
- Temporades a Regional Preferent (6): 1985-86, 1987-88, 1988-89, 2018-19, 2021-22, 2022-23
- Temporades a Primera Regional (8): 1984-85, 1989-90, 2015-16, 2016-17, 2017-18, 2019-20, 2020-21, 2023-24
- Temporades a Segona Regional (7): 1979-80 a 1983-84, 2013-14, 2014-15
- Temporades a Tercera Regional (15): 1978-79, 1999-2000 a 2012-13

## Palmarés
- Campionat a categories regionals (3): 1983-84, 1985-86, 2017-18
- Subcampionat a categories regionals (4): 1984-85, 2012-13, 2014-15, 2019-20